# إعجاز دوراني
إعجاز دوراني (18 أبريل 1935 - 1 مارس 2021)، المعروف باسم إعجاز، هو مُمثل ومُخرج ومنتج باكستاني نشط في الفترة من 1956 إلى 1984. كان البطل الأول للسينما الباكستانية الذي كان يحسب له فيلم اليوبيل الماسي. تزوج الممثلة والمغنية نور جيهان لكنهما انفصلا فيما بعد. اشتهر أكثر بتصوير رانجها في فيلم «Heer Ranjha (1970». اشتهر بشكل خاص بتصويره في الأفلام أبطال الثقافة البنجابية الشعبية من قصص الحب الملحمية للبنجاب – هير رانجها وميرزا ساهيبان.

## روابط خارجية
- فيلموجرافيا إعجاز دوراني على موقع IMDb